# Ostracion cubicus
Ostracion cubicus is een straalvinnige vis uit de familie van de koffervissen (Ostraciidae). De wetenschappelijke naam werd in 1758 door Carl Linnaeus gepubliceerd in de tiende editie van Systema naturae. De vis komt voor in de Grote Oceaan en de Indische Oceaan. De soort kan een lengte bereiken van zo'n 45 cm.

## Synoniemen
- Ostracion tuberculatus Linnaeus, 1758
- Ostracion argus Rüppell, 1828